# Lars Vermund
Lars Vermund (født 1956) er en dansk idrætsleder. Han er tidligere formand for Dansk Atletik Forbund fra oktober 2010, hvor han afløste Søren B. Henriksen til oktober 2012, hvor han afløstes af Karsten Munkvad. 
| Sport | Spire Denne artikel om sport er en spire som bør udbygges. Du er velkommen til at hjælpe Wikipedia ved at udvide den. |

|  | Artiklen om Lars Vermund kan blive bedre, hvis der indsættes et (bedre) billede Du kan hjælpe ved at afsøge Wikimedia Commons for et passende billede eller uploade et godt billede til Wikimedia Commons iht. de tilladte licenser og indsætte det i artiklen. |